# فرضية حديقة الحيوان

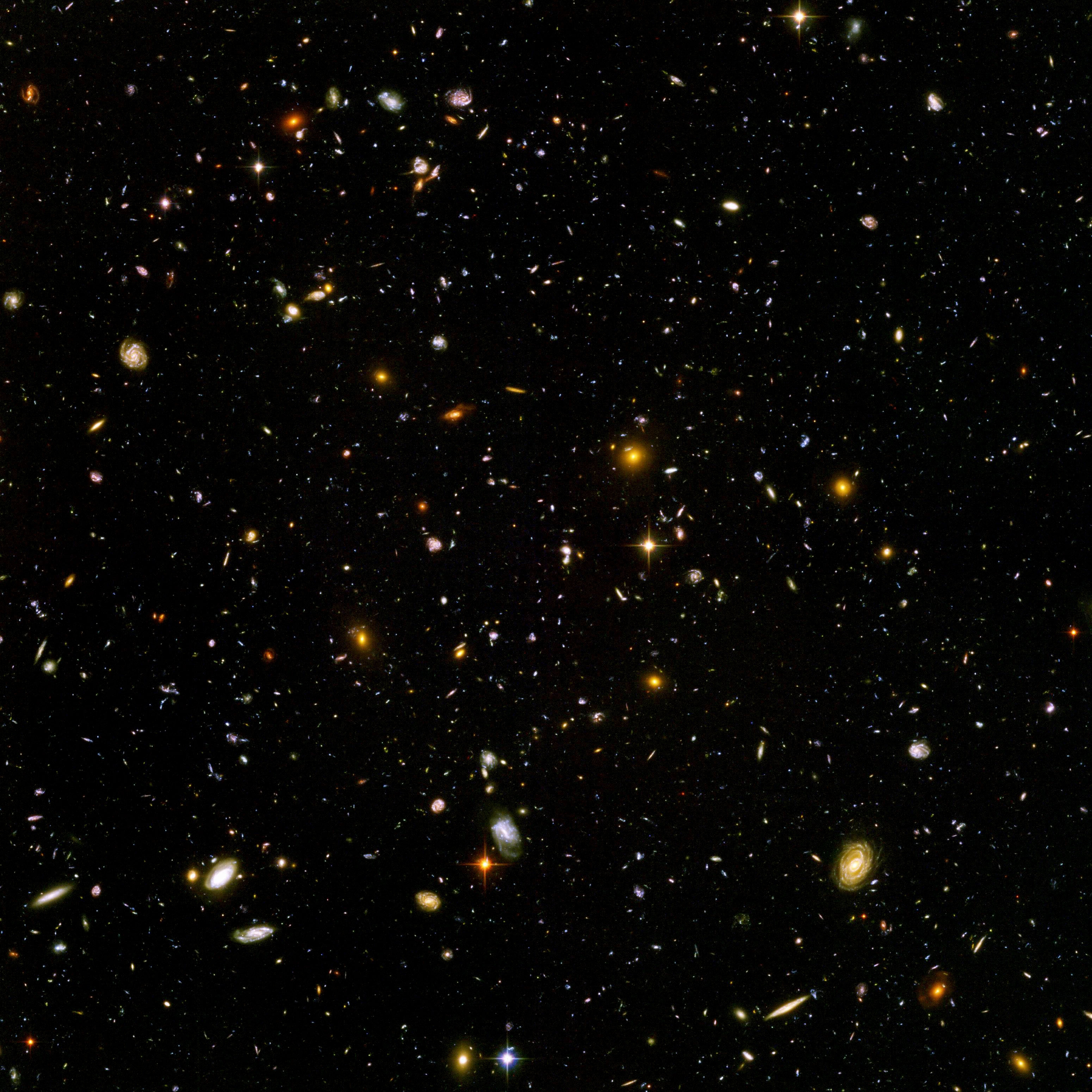

فرضية حديقة الحيوان تخمن سلوك الكائنات (المُفترضة) المتقدمة تقنياً التي توجد خارج كوكب الأرض والأسباب التي تمنعها عن الاتصال الأرض. بأنها واحدة من التفسيرات النظرية العديدة لمفارقة فيرمي. الفرضية تخمن بأن الحياة الغريبة تتجنب عمداً التواصل مع الأرض، وأحد تفسيراتها الرئيسية هي أنها تقوم بذلك حتى تسمح بالتطور الطبيعي والتنمية الاجتماعية والثقافية، وتجنب التلوث بين الكواكب، على غرار الأشخاص الذين يلاحظون الحيوانات في حديقة الحيوان. تسعى الفرضية إلى توضيح الغياب الواضح للحياة خارج كوكب الأرض على الرغم من احتماليتها عمومًا وبالتالي التوقع المعقول لوجودها.
قد يختار «الفضائيون»، على سبيل المثال، السماح بالاتصال بمجرد اجتياز النوع البشري لمعايير تقنية أو سياسية أو أخلاقية معينة. قد يحجبون الاتصال حتى يجبرهم البشر على الاتصال بهم، ربما عن طريق إرسال مركبة فضائية إلى الكواكب التي يسكنونها. فإن الإحجام عن بدء الاتصال يمكن أن يعكس رغبة معقولة في تقليل المخاطر. قد يستنتج المجتمع الأجنبي الذي يتمتع بتقنيات الاستشعار عن بُعد المتقدمة أن الاتصال المباشر مع الجيران يعني المزيد من مخاطر دون فائدة إضافية. أي أن السلبيات أكثر من الإيجابيات.

## الافتراضات
تفترض «فرضية حديقة الحيوان»، أولاً، أنه كلما كانت الظروف قائمة بحيث يمكن للحياة أن تتطور فهي سوف تتطور، وثانياً، هناك العديد من الأماكن التي يمكن أن توجد فيها الحياة (أي أن هناك عددًا كبيرًا من الثقافات الفضائية\الغريبة الموجودة). كما يفترض أن هؤلاء الأجانب لديهم تقديس كبير للتطور والتطور الطبيعي المستقل. على وجه الخصوص، بافتراض أن الذكاء عبارة عن عملية فيزيائية تعمل على زيادة تنوع العقود المستقبلية التي يمكن الوصول إليها للنظام،  سيكون الدافع الأساسي لفرضية حديقة الحيوان هو أن الاتصال السابق لأوانه سيقلل «بشكل غير ذكي» التنوع الشامل للمسارات في الكون التي من الممكن تحققها «لولا تدخل الفضائيين».
ربما تكون هذه الأفكار أكثر منطقية إذا كانت هناك سياسة ثقافية أو قانونية عالمية نسبيًا بين تعدد الحضارات خارج كوكب الأرض التي تستلزم العزلة فيما يتعلق بالحضارات في مراحل تشبه الأرض. في الكون الذي لا يملك قوة هيمنة، ستقوم الحضارات الفردية العشوائية ذات المبادئ المستقلة بالاتصال. هذا يجعل الكون المليء بقواعد أو قوانين محددة بوضوح يبدو أكثر معقولية.
إذا كان هناك عدد وافر من الثقافات الفضائية\الغريبة، فهذه «الفرضية» قد تنهار في ظل توحيد مفهوم الدافع، لأن الأمر سوف يتطلب فقط حضارةً واحدة خارج كوكب الأرض لتقرر العمل على عكس ما هو حتمي، ويزداد احتمال حدوث مثل هذا الانتهاك مع زيادة عدد الحضارات. ومع ذلك، تصبح هذه الفكرة أكثر منطقية إذا كانت جميع الحضارات قد تطورت بينها معايير وقيم ثقافية متشابهة فيما يتعلق بالاتصال مع الحضارات الأخرى، مثل التطور المتقارب على الأرض بين معظم الحيوانات فيها حيث طورت عيونًا مستقلة في ظروف وخطوط زمنية عديدة،  أو اتبعت جميع الحضارات الفضائية نموذجاً رائداً لها بشكل خاص، أي مثل الحضارة الأولى بينهم التي نادت بتلك المفاهيم والقوانين بالتالي تبعتها بقيت الحضارات التي تواصلت معها [يعني عبر تقليد النموذج الأول].

## مفارقة فيرمي
مع وضع ذلك في الاعتبار، تصبح فرضية حديقة الحيوان المنقحة إجابة أكثر جاذبية لمفارقة فيرمي. قد يكون الوقت بين ظهور الحضارة الأولى داخل درب التبانة وجميع الحضارات اللاحقة شاسعاً. تُظهر محاكاة مونت كارلو أن أول فترات وصول بين الحضارات الناشئة ستكون متشابهة في طولها مع العصر الجيولوجي على الأرض. فما الذي يمكن أن تفعله الحضارة بعشرة ملايين أو مائة مليون أو نصف مليار عام؟ 
حتى إذا كانت هذه الحضارة الكبرى الأولى قد ولت منذ زمن طويل، فإن إرثها الأولي يمكن أن يستمر في شكل تقليد مستمر، أو ربما أوجدت شكلاً من أشكال الحياة المصطنعة مخصص لمثل هذا الهدف دون التعرض لخطر الموت. أيضاً ليس من الضروري أن تكون أول حضارة، ولكن ببساطة «أول من ينشر عقيدته وسيطرته» على حجم كبير من المجرة. إذا اكتسبت حضارة واحدة هذه الهيمنة في الماضي البعيد، فقد تشكل سلسلة من المحرمات غير المنقطعة ضد الاستعمار الوحشي لصالح عدم التدخل في الحضارات التالية. توحيد مفهوم الدافع المذكور أعلاه قد يصبح موضع نقاش في مثل هذه الحالة.
إذا كانت أقدم حضارة ما زالت موجودة في درب التبانة، على سبيل المثال، تتمتع بفترة زمنية تصل إلى 100 مليون عام على أقدم حضارة تالية، فمن المنطقي أن تكون في وضع فريد يتمثل في القدرة على التحكم والمراقبة والتأثير أو عزل ظهور كل حضارة تتبع مجال نفوذها. وهذا مشابه لما يحدث على الأرض داخل حضارتنا على أساس يومي، حيث أن كل من يولد على هذا الكوكب يولد في نظام موجود مسبقًا من الرابطات العائلية والعادات والتقاليد والقوانين التي تأسست بالفعل قبل وقت طويل من ولادتنا والذي لدينا سيطرة ضئيلة أو معدومة عليه.

## انتقاد
يقول بعض منتقدي الفرضية أن مجموعة منشقة واحدة في حضارة أجنبية ستكون كافية لكسر اتفاق عدم الاتصال. بالنسبة لستيفن ويب، يبدو من غير المحتمل أخذ الجنس البشري باعتبار أو كمرجع، بأن هذا الحظر سيكون ساري المفعول لملايين السنين دون خرق واحد له. يقول آخرون أن فرضية حديقة الحيوان، إلى جانب تنوع القبة السماوية، هي تخمينية للغاية وأكثر توافقًا مع النظريات اللاهوتية (أي الخرافات \ الأساطير أو الروايات والمعتقدات الدينية).

## ظهورها في الإنتاجات الفنية والأدبية الخيالية
فرضية حديقة الحيوان هي موضوع شائع في الخيال العلمي.

### 1930s
- 1937: في أولاف ستابليدون في 1937 رواية صانع نجم يأخذ جنس سايبوينت الفضائي حرصاً شديداً لإخفاء وجوده عن جنس بدائي «ما قبل-طوباوية»، خشية أن يفقدوا استقلالهم من العقل. فقط عندما تصبح مثل هذه الأجناس متطورة وعابرة في الفضاء على مستوى المدينة الفاضلة، تتواصل حضارة Symbionts وتجعل اليوتوبيا الناشئة على قدم المساواة.

### 1950s
- 1951: Arthur C. Clarke 's the Sentinel (نُشر لأول مرة في عام 1951) وله روايته اللاحقة 2001: A Odyssey Space (1968) تضم منارة يتم تنشيطها عندما يكتشفها الجنس البشري على سطح القمر. يبدو أن جنساً غريبًا قد زارنا في الماضي البعيد.
- 1953: في نهاية الطفولة ، رواية لآرثر كلارك نشرت في عام 1953، كانت الثقافات الغريبة تراقب وتسجيل تطور الأرض وتاريخ البشرية لآلاف (ربما ملايين) من السنين. في بداية الكتاب، عندما توشك البشرية على تحقيق رحلة فضائية، يكشف الأجانب عن وجودهم وينهون بسرعة سباق التسلح والاستعمار والفصل العنصري والحرب الباردة.

### 1960s
- في Star Trek ، يتبع الاتحاد (بما في ذلك البشر) سياسة توجيه أولية صارمة تتمثل في عدم التدخل مع الثقافات الأقل تقدماً من الناحية التكنولوجية التي يتبناها الاتحاد. عتبة الإدراج هي التطور التكنولوجي المستقل للدفع الأسرع من الضوء. حصر سباق فولكان لقاءاتهم بالملاحظة حتى قام البشر بأول رحلة تشوه، وبعد ذلك بدأوا في الاتصال الأول، مما يشير إلى أن الممارسة سبقت تقدم سباق الجنس البشري لهذه العتبة. بالإضافة إلى ذلك، في حلقة " The Chase (TNG) "، تم اكتشاف رسالة من حضارة أولى (أو مبكرة)، مخبأة في الحمض النووي للأنواع الحية المنتشرة في العديد من العوالم، وهو أمر لم يكن من الممكن اكتشافه بالكامل إلا بعد حدوث سباق تصبح متقدمة بما فيه الكفاية.
- في من الصعب أن يكون إلهًا بقلـم أركادي وبوريس ستروغاتسكي، يُحمى الكوكب (الذي لم يكشف عن اسمه) من القرون الوسطى حيث تعمل الرواية من خلال الحضارة المتقدمة للأرض، ويُمنع المراقبون من الأرض الموجودين على الكوكب من التدخل والاتصال. واحدة من الموضوعات الرئيسية للرواية هي المعضلة الأخلاقية التي يقدمها هذا الموقف للمراقبين.

### 1980s
- 1986: في برنامج المتكلم من أجل الموتى بواسطة Orson Scott Card ، يُحظر على علماء البيولوجيا البشرية وعلماء الأحياء وعلماء الأحياء والأنثروبولوجيا الذين يراقبون الحياة الغريبة، إعطاء الأنواع الأصلية أو Pequeninos أو أي تكنولوجيا أو معلومات. عندما يُقتل أحد علماء الأحياء في حفل أجنبي، يُمنع ذكره. يحدث هذا مرة أخرى إلى أن يشرح Ender Wiggin ، الشخصية الرئيسية في لعبة Ender's Game ، لـ Pequeninos أن البشر لا يمكنهم المشاركة في الحفل لأنه يقتلهم. في حين أن هذا ليس بالضبط مثالًا على فرضية حديقة الحيوان، نظرًا لأن البشرية تتواصل، فهي متشابهة جدًا ويسعى البشر إلى إبقاء Pequeninos جاهلين عن التكنولوجيا.
- 1987: في رواية Julian May لعام 1987، تدخل الأجناس الخمسة الغريبة لميليو المجرة تحت الأرض، ولكن لا تتدخل حتى يظهر الإنسان مرحلة النضج العقلي والأخلاقي من خلال صلاة خوارق للسلام.
- 1989: آيان م. بانكس، تقدم «ذا ستيت اوف ذي آرت» الثقافة التي تزور الأرض سراً ثم تقرر تركها دون علاج، وتراقب تطورها كمجموعة تحكم، لتأكيد ما إذا كانت تلاعبهم بالحضارات الأخرى هو الأفضل في نهاية المطاف.
- 1989: إشارة بيل كوميون وهوبز لشريط كوميدي لبيل واترسون في 8 نوفمبر 1989، إلى احتمال وجود حد أخلاقي للاتصال الأول (أو على الأقل من أجل الحكمة من الاتصال الأول) في ملاحظة كالفن «في بعض الأحيان، أعتقد أن أضمن علامة على أن الحياة الذكية موجودة في أي مكان آخر في الكون هو أنه لم يحاول أي منا الاتصال بنا.»

### 2000S
- 2000: في رواية روبرت ج. سوير الخاصة بحساب الله (2000)، تنفي هولوس، عالمة من حضارة أجنبية متقدمة، أن حكومتها تعمل بموجب التوجيه الأساسي.
- 2002: في سلسلة ألعاب فيديو Kingdom Hearts ، تتفاعل الشخصيات الرئيسية مع العديد من العوالم استنادًا إلى أفلام ديزني، مقسمة إلى عوالم مستقلة. من أجل الحفاظ على الوهم بأن كل عالم مستقل عن عالم Kingdom Hearts الأكبر، يستخدم Donald Duck أحيانًا سحره لتشويه مظهره، وكذلك ظهور Goofy وشخصية اللاعب Sora . بالإضافة إلى ذلك، يحظر الكشف عن أي معلومات حول العالم الخارجي في عالم ديزني.
- 2003: في الحلقة الافتتاحية للموسم السابع من South Park ، «ألغي»، يمتنع الأجانب عن الاتصال بالأرض لأن الكوكب هو موضوع برنامج تلفزيوني واقعي. على عكس معظم الاختلافات في فرضية حديقة الحيوان حيث لا يتم بدء الاتصال من أجل السماح بالتطور الاجتماعي الاقتصادي والثقافي والتكنولوجي العضوي، فإن الأجانب في هذه الحلقة يمتنعون عن الاتصال لغرض الترفيه الوحيد. في جوهرها، يعامل الأجانب كل الأرض مثل الشخصية المميزة في The Truman Show من أجل الحفاظ على سلامة العرض.
- في لعبة فيديو Spore لعام 2008، التي تحاكي تطور وحياة الأنواع على مجرة خيالية، لا تستطيع الأنواع الذكية في "Space Stage" الاتصال بتلك الموجودة في المراحل السابقة، والتي لم توحِّد كواكبها، ولم تطور رحلة فضائية بعد. ومع ذلك، يُسمح لهم باختطاف مواطنيهم / أعضائهم، وإنشاء دوائر محاصيل في مناطقهم ووضع أداة في «كواكبهم» تسمى «متراصة»، والتي تسرع تطورهم التكنولوجي.